# Father’s Children
Father’s Children – amerykańska grupa muzyczna tworząca w stylu funk, soul oraz disco, której początki sięgają wczesnych lat 70. XX wieku. Początkowo grupa funkcjonowała jako trio pod nazwą The Dream i tworzyła w stylu doo wop. W 1973 roku zespół miał wydać swój debiutancki album zatytułowany Who’s Gonna Save the World jednak jego impresariat zbankrutował i artyści nie mogli znaleźć innego wydawcy. W 1979 roku, nakładem wytwórni Mercury Records, ukazał się debiutancki album zespołu zatytułowany po prostu Father’s Children. Po wydaniu płyty grupa praktycznie zawiesiła działalność.
Who’s Gonna Save the World został ostatecznie wydane w 2011 roku jako drugi album zespołu i zawiera wszystkie oryginalne utwory, które miały znaleźć się na płycie w 1973 roku. Dużą falę popularności grupie przyniósł fakt, że w 2016 roku Kanye West użył fragmentu piosenki „Dirt and Grime” w utworze „FACTS”, który znalazł się na albumie The Life of Pablo.

## Dyskografia
- Father’s Children (1979)
- Who’s Gonna Save the World (2011)